# Pietà de Locarn
La Pietà de l'église Saint-Hernin à Locarn, une commune du département des Côtes-d'Armor dans la région Bretagne en France, est une pietà datant du XVIIe siècle. La sculpture a été classée monument historique au titre d'objet le 1er mai 1985.
La Vierge de Pitié en pierre polychrome est coiffée d'un voile, elle est assise et porte le corps du Christ sur ses genoux. Marie soutient sa tête de la main droite. À ses pieds est accroupi un ange en pleurs, sur le socle on voit les armes de la famille de Quélen ainsi que des crânes et des tibias. 